# Лоріс (Південна Кароліна)
Лоріс (англ. Loris) — місто (англ. city) в США, в окрузі Горрі штату Південна Кароліна. Населення — 2449 осіб (2020).

## Географія
Лоріс розташований за координатами 34°3′26″ пн. ш. 78°53′19″ зх. д. / 34.05722° пн. ш. 78.88861° зх. д. (34.057156, -78.888650).  За даними Бюро перепису населення США в 2010 році місто мало площу 11,83 км², з яких 11,78 км² — суходіл та 0,05 км² — водойми.

## Демографія
Згідно з переписом 2010 року, у місті мешкало 2396 осіб у 967 домогосподарствах у складі 612 родин. Густота населення становила 203 особи/км².  Було 1119 помешкань (95/км²).
Расовий склад населення:
| - 53,9 % — білих - 39,7 % — чорних або афроамериканців - 1,2 % — азіатів - 0,3 % — корінних американців - 0,1 % — вихідців з тихоокеанських островів - 2,7 % — осіб інших рас |

До двох чи більше рас належало 2,1 %. Частка іспаномовних становила 4,4 % від усіх жителів.
За віковим діапазоном населення розподілялося таким чином: 22,0 % — особи молодші 18 років, 58,3 % — особи у віці 18—64 років, 19,7 % — особи у віці 65 років та старші. Медіана віку мешканця становила 42,7 року. На 100 осіб жіночої статі у місті припадало 78,8 чоловіків;  на 100 жінок у віці від 18 років та старших — 75,9 чоловіків також старших 18 років.
Середній дохід на одне домашнє господарство  становив 45 131 долар США (медіана — 33 393), а середній дохід на одну сім'ю — 55 755 доларів (медіана — 39 956). Медіана доходів становила 33 990 доларів для чоловіків та 38 056 доларів для жінок. За межею бідності перебувало 25,4 % осіб, у тому числі 51,2 % дітей у віці до 18 років та 8,7 % осіб у віці 65 років та старших.
Цивільне працевлаштоване населення становило 959 осіб. Основні галузі зайнятості: освіта, охорона здоров'я та соціальна допомога — 24,0 %, мистецтво, розваги та відпочинок — 18,1 %, роздрібна торгівля — 13,0 %, науковці, спеціалісти, менеджери — 10,4 %.